# Utricularia stellaris
Utricularia stellaris este o specie de plante carnivore din genul Utricularia, familia Lentibulariaceae, ordinul Lamiales, descrisă de Carl von Linné d.y.. Conform Catalogue of Life specia Utricularia stellaris nu are subspecii cunoscute.